# M.G. Ramachandran
M.G. Ramachandran (MGR, fullst. Marudur Gopalan Ramachandran), född 17 januari 1917 i Kandy på Ceylon, död 24 december 1987, var en indisk politiker och filmskådespelare. Han var chefsminister (Chief Minister) i delstaten Tamil Nadu från 1977 ända till sin död.
MGR flyttade med sin familj från Ceylon till Kumbakonam i nuv. Tamil Nadu efter faderns död. Då MGR:s familj inte hade råd att hålla honom i skola efter de första årskurserna anslöt han sig till ett teatersällskap, för att sedan genom erfarenhet bli såväl skådespelare, som regissör och producent. Filmdebuten kom 1936 i filmen Sati Leelavathi, men det var inte förrän i filmen Rajakumari (1947) som han slog igenom ordentligt i den tamilska biopubliken. Den roll som MGR typiskt sett kom att spela var hjälten, den som räddar de fattiga. Han höll sig sedan på toppen inom "Kollywood" under ett kvartssekel, och såg inte ut att förlora i popularitet ens sedan han förlorat förmågan att tala rent, efter att ha blivit skjuten av skådespelarkollegan M.R. Radha.
MGR:s filmer understödde ofta genom sin handling den tamilska saken inom politiken. MGR själv var aktiv tamilsk nationalist och medlem av partiet DMK sedan 1953. Fjorton år senare, 1967, blev han också invald i Tamil Nadus lagstiftande församling. Sedan hans politiska förebild C N Annadurai gått bort skar sig förhållandet mellan MGR och ledarskapet i DMK, och 1972 bildade MGR det nya partiet AIADMK. 1977 blev han alltså delstatens premiärminister. Som sådan ansågs han ha gjort värdefulla insatser för utbildningsväsendet i delstaten. Han stödde även de tamilska gerillagrupperna i Sri Lanka, särskilt LTTE. Trots att han från 1984 led av sviterna efter en svår stroke stannade han i ämbetet tills han avled 1987. Han efterträddes av sin hustru, VN Janaki. MGR tillerkändes postumt Bharat Ratna, Indiens högsta civila orden.

## Filmografi (urval)
- Malaikkallan
- Alibabavum 40 Thirudarkalum
- Anbe Vaa
- Ayirathil Oruvan
- Enga Veetu Pillai
- Madurai Veeran
- Naadodi Mannan
- Padagoti
- Rickshawkaran
- Thirudathey
- Ulagam Suttrum Valiban
- Mandhiri kumari
- Raman Thedia Seethai
- Nam Naadu
- Madurai Meeta sundara pandian
- Naalai Namathe
- Ithayakani